# Villarejo de la Peñuela
Villarejo de la Peñuela è un comune spagnolo di 32 abitanti situato nella comunità autonoma di Castiglia-La Mancia.